# 費爾瓦尼耶省
費爾瓦尼耶省（阿拉伯语：‎），是科威特最多人口的一個省，位於該國中部，是唯一沒有臨海的省。面積190平方公里。2007年年底人口913,692人。首府費爾瓦尼耶。下分14區。
科威特國際機場位於本省。